# مطالعات امنیتی

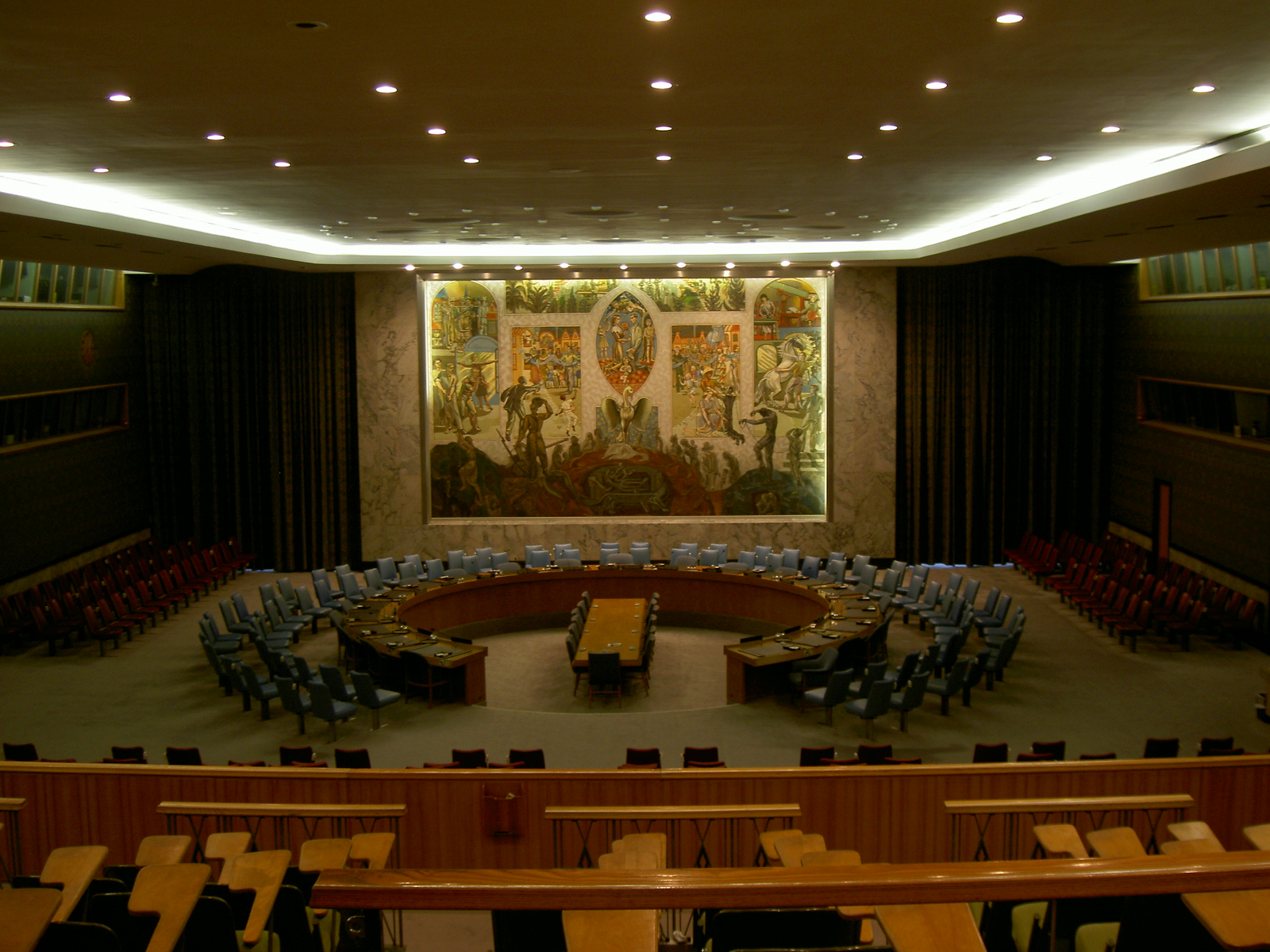
مطالعات امنیتی

مطالعات امنیتی که در طول جنگ سرد به سرعت توسعه یافت تحت تأثیر مطالعات راهبردی به وجود آمد. این رشته به‌طور سنتی به عنوان یکی از زیرشاخه‌های رشته روابط بین‌الملل محسوب می‌شود.

## پی‌نوشت‌ها
1. ↑  Wæver, Ole (2004) New 'Schools' in Security Theory and their Origins between Core and Periphery" Paper presented at the annual meeting of the International Studies Association, Le Centre Sheraton Hotel, Montreal, Quebec